# لاتيانو
لاتيانو (بالإيطالية: Latiano)‏ هي بلدية في مقاطعة برينديزي في إقليم بوليا الإيطالي.

## السكان
في سنة 1861 بلغ عدد السكان 4٬942 نسمة، وتطور العدد ليصل في سنة 2011 لـ 15٬045 نسمة.
يظهر هذا المخطط البياني تطور النمو السكاني لـ لاتيانو

## توأمة
للاتيانو اتفاقيات توأمة مع:
- بومبي